# Método de factorización de Dixon
En teoría de números, el método de factorización de Dixon (conocido también como método de los cuadrados aleatorios de Dixon o algoritmo de Dixon) es un algoritmo general de factorización de enteros; es el método prototípico de base de factores, y el único método de este tipo para el cual los límites de ejecución no se basan en conjeturas sobre las propiedades de suavidad de los valores de un polinomio conocido.

## Historia del algoritmo
Las ideas de este algoritmo provienen de Maurice Kraitchik, quien en la década de 1920 generalizó un famoso método debido a Pierre de Fermat (que funciona bien cuando los factores son cercanos). D. H. Lehmer y R. E. Powers sugirieron una idea parecida en un artículo publicado en 1931, utilizando fracciones continuas. 
John Brillhart y Michael Morrison en 1975 
muestran cómo mejorar el algoritmo utilizando el álgebra lineal sobre {\displaystyle F_{2}} (el cuerpo con dos elementos). John D. Dixon muestra la eficiencia del algoritmo en un artículo publicado en 1981.
El algoritmo de criba cuadrática, debido a Carl Pomerance, utiliza ideas similares a las de este método.

## Ideas matemáticas sobre las que se basa
Si {\displaystyle n\in \mathbb {N} } es primo y {\displaystyle a\not \equiv 0\ (mod\ n)}, entonces la ecuación {\displaystyle x^{2}\equiv a^{2}\ (mod\ n)} tiene dos soluciones distintas: {\displaystyle a,\ -a}. 
Sin embargo, si {\displaystyle n} es compuesto y no es la potencia de un primo, la ecuación {\displaystyle x^{2}\equiv a^{2}\ (mod\ n)}  tiene más soluciones; estas soluciones vienen de la factorización de {\displaystyle n} como producto de dos enteros coprimos entre sí. Si {\displaystyle n=p\cdot q} con {\displaystyle p,q} coprimos entonces tomando {\displaystyle x} tal que {\displaystyle x\equiv a\ (mod\ p)} y {\displaystyle x\equiv -a\ (mod\ q)} (esto se puede hacer gracias al Teorema chino del resto) encontramos una solución a {\displaystyle x^{2}\equiv a^{2}\ (mod\ n)} que es distinta de {\displaystyle a} y {\displaystyle -a}.
Recíprocamente, si {\displaystyle x} verifica {\displaystyle x^{2}\equiv a^{2}\ (mod\ n)} y {\displaystyle x\not \equiv \pm a}, entonces {\displaystyle x-a} no es coprimo con {\displaystyle n} ni múltiplo de él. 
La idea básica del algoritmo es intentar encontrar dos enteros {\displaystyle x,\ a} tales que {\displaystyle x\not \equiv \pm a} y {\displaystyle x^{2}\equiv a^{2}\ (mod\ n)}, con lo que {\displaystyle mcd(x-a,n)} será un divisor de {\displaystyle n} no trivial. Buscar
al azar estos enteros lleva mucho tiempo y no hace eficaz el método. Lo que se hace para tener más probabilidad de "colisión" es tomar enteros cuyos cuadrados tengan factores primos pequeños.
Más concretamente: tomamos una "base de factores" {\displaystyle B=\{p_{1},\ldots ,p_{k}\}} formada por enteros pequeños y buscamos {\displaystyle c_{1},\ldots c_{k+1}} tales que {\displaystyle c_{1}^{2}\equiv p_{1}^{\alpha _{1,1}}\times \ldots \times p_{k}^{\alpha _{1,k}}\ (mod\ n)}, . . . , {\displaystyle c_{k+1}^{2}\equiv p_{1}^{\alpha _{k+1,1}}\times \ldots \times p_{k}^{\alpha _{k+1,k}}\ (mod\ n)}.
Luego escogemos {\displaystyle c_{i_{1}},\ldots ,c_{i_{r}}} de forma que {\displaystyle c_{i_{1}}^{2}\times \ldots \times c_{i_{r}}^{2}\equiv p_{1}^{\beta _{1}}\times \ldots \times p_{k}^{\beta _{k}}\ (mod\ n)}, con cada uno de los {\displaystyle \beta _{i}} par.
Dadas las k-uplas {\displaystyle (\alpha _{1,1},\ldots ,\alpha _{1,k})}, . . . , {\displaystyle (\alpha _{k+1,1},\ldots ,\alpha _{k+1,k})}, encontrar {\displaystyle i_{1},\ldots ,i_{r}} tales que {\displaystyle c_{i_{1}}\times \ldots \times c_{i_{r}}\ (mod\ n)} sea un producto de elementos de {\displaystyle B} al cuadrado no es otra cosa que obtener una combinación lineal de las k-uplas que sea la nula módulo 2. O sea que es un problema de álgebra lineal en {\displaystyle F_{2}}, que puede resolverse en forma rápida.

## El método
Sea {\displaystyle n\in \mathbb {N} } el entero compuesto que deseamos factorizar.
Tomamos {\displaystyle H} una cota, llamemos {\displaystyle B} al conjunto de los primos menores o iguales que {\displaystyle H} unión el -1. 
Inicialmente, buscamos enteros {\displaystyle z} tales que {\displaystyle z^{2}\ (mod\ n)} se pueda escribir como producto de elementos de {\displaystyle B}.
Supongamos que hemos encontrado suficientes de estos números (suficientes en general significa poco más que el cardinal de {\displaystyle B}): {\displaystyle z_{1},\ldots ,z_{r}}. Utilizamos el álgebra lineal (como se describe en la sección anterior) para encontrar un producto {\displaystyle z_{j_{1}}^{2}\times \ldots \times z_{j_{t}}^{2}} que módulo n es el cuadrado de un producto de elementos de {\displaystyle B}. 
O sea, hemos obtenido {\displaystyle z_{j_{1}}^{2}\times \ldots \times z_{j_{t}}^{2}=p_{1}^{2\alpha _{1}}\times \ldots \times p_{h}^{2\alpha _{h}}\ (mod\ n)}, o, escribiéndolo de otra manera: {\displaystyle (z_{j_{1}}\times \ldots \times z_{j_{t}})^{2}=(p_{1}^{\alpha _{1}}\times \ldots \times p_{h}^{\alpha _{h}})^{2}\ (mod\ n)}. Por lo tanto, el máximo común divisor entre {\displaystyle z_{j_{1}}\times \ldots \times z_{j_{t}}-p_{1}^{\alpha _{1}}\times \ldots \times p_{h}^{\alpha _{h}}} y {\displaystyle n} será distinto de 1 y {\displaystyle n} siempre que {\displaystyle z_{j_{1}}\times \ldots \times z_{j_{t}}\neq \pm p_{1}^{\alpha _{1}}\times \ldots \times p_{h}^{\alpha _{h}}\ (mod\ n)}.
En caso de que {\displaystyle z_{j_{1}}\times \ldots \times z_{j_{t}}=\pm p_{1}^{\alpha _{1}}\times \ldots \times p_{h}^{\alpha _{h}}\ (mod\ n)} se busca otra combinación lineal que nos dé un producto de cuadrados de elementos de {\displaystyle B}.

## Ejemplo
Sea {\displaystyle n=50861}. Tomamos {\displaystyle H=5}, por lo que {\displaystyle B=\{-1,2,3,5\}}.
Encontramos varios enteros cuyos cuadrados son factorizados (módulo {\displaystyle n}) sobre {\displaystyle B}:
{\displaystyle 1295^{2}\equiv 2^{2}\times 3\times 5;}
{\displaystyle 1726^{2}\equiv -1\times 3;}
{\displaystyle 2449^{2}\equiv -1\times 3\times 5;}
{\displaystyle 2567^{2}\equiv 3;}
{\displaystyle 2624^{2}\equiv -1\times 3^{2}\times 5}.
Tenemos las 4-uplas: (0,2,1,1), (1,0,1,0), (1,0,1,1), (0,0,1,0) y (1,0,2,1); estos son los exponentes de la factorización 
de los cuadrados como productos de elementos de {\displaystyle B}. Al tener 5 4-uplas, debe haber una que sea combinación de las otras (módulo 2); o lo que es lo mismo, una suma de estas 4-uplas tendrá todas sus entradas pares.
De hecho, la suma de las primeras cuatro da (2,2,4,2). Esto quiere decir que al multiplicar los primeros cuatro números, su cuadrado será {\displaystyle (-1)^{2}\times 2^{2}\times 3^{4}\times 5^{2}} (módulo n). O sea que {\displaystyle (1295\times 1726\times 2449\times 2567)^{2}\equiv (2\times 3^{2}\times 5)^{2}\ (mod\ n)}. 
Reducimos: {\displaystyle 1295\times 1726\times 2449\times 2567\equiv 19639\ (mod\ n)}. Esta combinación hallada no nos da ningún factor, ya que {\displaystyle 19639\equiv -(2\times 3^{2}\times 5)}.
Buscamos otra suma que nos dé con entradas pares: las tres últimas. Obtenemos de allí que {\displaystyle (2449\times 2567\times 2624)^{2}\equiv (3^{2}\times 5)^{2}\ (mod\ n)}, o lo que es lo mismo: {\displaystyle 4751^{2}\equiv 45^{2}\ (mod\ n)}. De aquí sí sacamos un factor no trivial de {\displaystyle n}: {\displaystyle mcd(4751-45,n)=181}.

## Tiempo de ejecución
Si en el algoritmo escogemos un {\displaystyle H} pequeño entonces es fácil saber si un entero se factoriza sobre {\displaystyle B}, pero es difícil encontrar naturales cuyo cuadrado sea producto de elementos de {\displaystyle B}. A la inversa, si {\displaystyle H} es grande será sencillo encontrar naturales cuyo cuadrado sea producto de elementos de {\displaystyle B} pero complicado saber si un entero se factoriza sobre {\displaystyle B}.
La clave para optimizar este método es escoger el valor adecuado de {\displaystyle H}. Puede probarse que si {\displaystyle n} tiene {\displaystyle r} dígitos es bueno tomar {\displaystyle H} con aproximadamente {\displaystyle {\sqrt {r}}} dígitos. Esto hace que el tiempo de ejecución del algoritmo tenga un orden {\displaystyle O(e^{C({\sqrt {log(n)log(log(n))}})})} para cierta constante {\displaystyle C\in \mathbb {R} }.
Dixon mostró que podía tomar {\displaystyle C=3{\sqrt {2}}}, pero Schnorr y Knuth lograron mejorar la prueba, asegurando que {\displaystyle C=2{\sqrt {2}}}.